# Gold Hill (Colorado)
Gold Hill es un lugar designado por el censo ubicado en el condado de Boulder en el estado estadounidense de Colorado. En el año 2000 tenía una población de 210 habitantes y una densidad poblacional de 40,4 personas por km².

## Geografía
Gold Hill se encuentra ubicada en las coordenadas 40°3′43″N 105°24′26″O / 40.06194, -105.40722.

## Demografía
Según la Oficina del Censo en 2000 los ingresos medios por hogar en la localidad eran de $48.750, y los ingresos medios por familia eran $76.850. Los hombres tenían unos ingresos medios de $48.929 frente a los $12.105 para las mujeres. La renta per cápita para la localidad era de $24.675. Nadie estaba por debajo del umbral de pobreza.